# Pierre Desgraupes
Pierre Desgraupes, né le 18 décembre 1918 à Angoulême et mort le 16 août 1993 à Rueil-Malmaison, est un journaliste, producteur audiovisuel et dirigeant de télévision français. Il fait partie des principaux producteurs de la populaire émission de télévision d'actualités française Cinq colonnes à la une, diffusée du 9 janvier 1959 jusqu’au 3 mai 1968 sur la RTF Télévision puis sur la Première chaîne de l'ORTF.

## Biographie

### Débuts de journaliste
Né à Angoulême, fils d'un directeur d'usine, Pierre Desgraupes passe sa jeunesse à Agen. Un temps élève du lycée Pasteur de Neuilly-sur-Seine, il étudie la philosophie quand il est mobilisé en 1939. Il reprend ses études en 1943, obtient sa licence à la Sorbonne, mais renonce à passer l'agrégation pour devenir journaliste.
En 1944, il intègre le service de presse du ministère des Anciens combattants et des Prisonniers de guerre dirigé par Henri Frenay. En 1947, il entre au service littéraire de la RTF et devient rédacteur en chef du Journal parlé, poste qu'il occupe pendant neuf ans. Il écrit aussi dans la rubrique Arts et spectacles du Patriote Résistant, mensuel édité par la Fédération nationale des déportés et internés résistants et patriotes. 
Pionnier de la télévision française, il lance avec son ami Pierre Dumayet en 1953 Lectures pour tous, émission littéraire qu'il coprésente jusqu'en 1968. Il a produit En votre âme et conscience dans laquelle, entre 1956 et 1969, Pierre Dumayet et Claude Barma évoquent les grandes affaires judiciaires de l'histoire et font des spectateurs le jury. En 1959, il est appelé par Pierre Lazareff pour participer avec Pierre Dumayet et Igor Barrère à l'émission d'information et de reportage, Cinq colonnes à la une.
Il poursuit en même temps ses collaborations radiophoniques à RTF, puis comme producteur pour Radio Luxembourg et Europe no 1, et travaille aux quotidiens Paris-Presse et France-Soir.

### L'ORTF
Réclamant plus de liberté dans l'information publique lors des événements de mai 1968, il va travailler à la TSR.
En septembre 1969, le Premier ministre Jacques Chaban-Delmas l'appelle à la direction de l'information de l'ORTF, à laquelle il donna un puissant souffle de liberté vis-à-vis du pouvoir politique dans l'esprit de l'après-mai 68. À la tête d'Information Première, il redynamise la rédaction en embauchant des voix et plumes de radios comme RTL, Europe 1, de la presse comme le Nouvel Observateur et du quotidien Monde parmi lesquels on note Philippe Gildas, Marc Gilbert, Joseph Pasteur, François-Henri de Virieu, Étienne Mougeotte) puis il crée un nouveau journal télévisé en novembre 1969 avec un présentateur unique, aidé d'un téléprompteur. L'opposition et les syndicats ont dès lors, le droit à la parole et l'accès à l'antenne.
Débarqué en juillet 1972, il se retire à Ville-d'Avray en demeurant producteur et éditorialiste au Point.

### Antenne 2
Il retrouve la télévision publique en étant nommé PDG d'Antenne 2 en août 1981. Il reforme l'équipe qu'il a laissée en 1972, donne la présentation du journal de 20 heures à une femme, Christine Ockrent, institue l'information matinale, crée des unités de programmes autonomes, encourage des programmes dynamiques, novateurs et de qualité (Champs-Élysées de Michel Drucker, Les Enfants du rock, La Chasse aux trésors, Gym Tonic et Cinéma, Cinémas), initie la confession intime à la télévision par l'intermédiaire du magazine Psyshow de Pascale Breugnot, renforce la chaîne dans la fiction française à l'image de Châteauvallon. Grâce à lui, Antenne 2 dépasse TF1 en termes d'audience dès 1982. Après la démission du Premier ministre, et l'adoption d'une loi abaissant à 65 ans l'âge plafond des présidents d'entreprises publiques, il n'est pas reconduit à ses fonctions et quitte en novembre 1984.
En quittant l'audiovisuel public, il laisse l'image d'un homme souvent bourru et rogue mais d'une indépendance farouche, capable de résister aux pressions politiques de toutes sortes. Il fut en opposition aussi bien avec la droite qu'avec la gauche.

### La Sept
À la demande de Georges Fillioud, secrétaire d’État chargé des Techniques de la communication au gouvernement Laurent Fabius, il dirige à partir du 14 novembre 1984, une mission sur le projet de constitution d'une chaîne culturelle à dimension européenne. En juin 1985, il remet son rapport sur un nouveau programme de télévision publique de dimension européenne, dit rapport « CANAL 1 », dans lequel il insiste sur la culture comme facteur d'unité et de cohérence. Ce rapport inspire en juillet 1985 la création d’une nouvelle chaîne européenne de télévision de service public, La Sept.
Il préside ensuite la Sofica création à partir de 1985.

### Le Conseil supérieur de la sûreté et de l’information nucléaires
Il devient vice-président du Conseil supérieur de la sûreté et de l’information nucléaires.
En juillet 1991, il publie un rapport préparé avec la Commission d'examen des dépôts en matières radioactives, présenté au Conseil supérieur de la sûreté et de l’information nucléaires en octobre suivant. Il a produit des recommandations découlant notamment d'un double constat : le cloisonnement et le manque de cohérence entre les organismes concernés par la gestion et le stockage de substances radioactives (dont SCPRI, IPSN, ANDRA) ; la mise en cohérence insuffisante par les administrations responsables (DSIN, DARPMI, Direction de l'Eau et de la prévention des pollutions et des risques (DEPPR) et la Direction générale de la santé (DGS)).
Au nom du groupe d'experts de la commission d'examen, Pierre Desgraupes recommande que l'ANDRA soit mieux impliquée dans le suivi du stockage, et que la DSIN soit consultée sur tout ce qui concerne l'entreposage et le stockage de substances radioactives. Il demande au secteur des déchets nucléaires (dont miniers) plus de transparence et de communication, dont sur les déchets faiblement radioactifs. Le rapport demande de la « transparence » et de la « pédagogie », en particulier dans le domaine de la mesure de la radioactivité et de la radioprotection ; avec le SCPRI et le CEA mais aussi avec « des mesures de radioactivité et de radioprotection effectuées par des laboratoires différents ». Il « recommande que des organismes divers soient qualifiés pour assurer de façon cohérente des mesures dans ces domaines. En outre, les modèles de transfert utilisés pour évaluer les effets des dépôts de matières radioactives sur l'homme et l'environnement devraient être explicités et publiés dans des conditions appropriées ».
Le rapport recommande de modifier et clarifier la réglementation en imposant « sans ambiguïté » des seuils de radioactivité pour le recyclage et les différents modes d'élimination des déchets faiblement radioactifs (seuils d'exemption (pour l'activité massique, comme pour la contamination surfacique, pour l'activité alfa, beta et gamma) et des seuils d'application de la réglementation des installations classées pour la protection de l'environnement et des installations nucléaires de base).
Les déchets inférieurs à une certaine valeurs de radioactivité pourraient être considérés comme « non radioactifs » et être récupérés ou éliminés sans mesures particulières de radioprotection, mais le rapport insiste aussi sur la prise en compte de la toxicité de certains radionucléides, indépendamment de leur radioactivité : « Par contre il convient évidemment de tenir compte de leurs autres caractéristiques, certains déchets pouvant être toxiques ou dangereux à d'autres titres ». Des déchets faiblement radioactifs pourraient être éliminés en décharge de classe 1 « qui appliquerait alors quelques mesures de surveillance de l'exposition du personnel et de la population ». Pour chaque type de déchet, « des règles particulières devraient être fixées, d'une part, pour les installations produisant de tels déchets (qui sont toutes des ICPE ou des INB), d'autre part, pour les installations susceptibles de les recevoir (décharges...) ».
Le rapport propose un premier inventaire des « dépôts de matières radioactives » qui devrait « être complété sous l'égide de l'administration, avec des mesures éventuelles nécessaires pour assurer la sécurité à long terme de ces dépôts ». Le rapport évoque aussi les déchets radioactifs de la médecine et de la recherche, ainsi que d'autres produits alors non considérés comme radioactifs, malgré une activité spécifique « loin d'être négligeable » et pouvant parfois nécessiter des précautions particulières (en particulier les phosphogypses radioactifs issus de l'industrie des engrais phosphatés. Le rapport rappelle aussi que l'efficacité des solutions retenues par une surveillance appropriée est à vérifier.
Une partie des recommandations de ce rapport ne seront pas suivies.

### Filmographie
En 1964, il apparaît au début du film Tintin et les oranges bleues.
Il est l'auteur d'un film pédagogique de prévention contre le cancer, intitulé K le Crabe (film 16 mm, durée 20 minutes, couleurs, en partie composé de dessins animés).

### Vie privée
Marié le 14 décembre 1951 avec Madeleine Blum (dite Madeleine Blumet), Pierre Desgraupes a trois enfants : Michèle (1945), Bernard (1954) et Hélène (1956).
La tombe de Pierre Desgraupes se trouve dans l’allée centrale, sur la droite proche de la porte d’entrée du petit cimetière de Saint-Léon-sur-l'Isle près de Périgueux.

## Décoration
- Commandeur de l'ordre des Arts et des Lettres (1983)[9]

## Ouvrages
- En votre âme et conscience, avec Pierre Dumayet, Robert Laffont, 1963
- Poètes d'aujourd'hui, Rainer Maria Rilke, Seghers, 1970
- En direct de la médecine, avec Étienne Lalou, Igor Barrère, Stock, 1976
- Le mal du siècle, essai, Grasset, 1978
- Non-lieu, roman, Grasset, 1981
- Histoire de la vie, avec Etienne Lalou, Igor Barrère, France Loisirs, 1984
- Hors antenne : Entretiens avec Annick Peigné-Giuly et Marion Scali, Quai Voltaire, 1992

## Documentaire
- Rembob'INA. Pierre Desgraupes. Un pionnier de la télévision, LCP, 2022.